# Ucea de Sus, Brașov
Ucea de Sus este un sat în comuna Ucea din județul Brașov, Transilvania, România.

## Istoric
La recensământul (conscripția) realizat(ă), în Ardeal, în anul 1733, la cererea episcopului  român unit, Ioan Inocențiu Micu-Klein, în localitatea românească (valachicus) Ucea de Sus, erau recenzate 140 de familii, în medie, cu câte 5 membri fiecare. Cu alte cuvinte, în Ucea de Sus din anul 1733, trăiau circa 700 de persoane, toți români. Aflăm, din registrul aceleiași conscripțiuni, că erau recenzați șase preoți: Komán, Iuon, Szávul, Dumitru, Rad și Iuon dela Sztesár, primii trei uniți, iar ultimii trei neuniți, adică ortodocși, o biserică. Din punct de vedere bisericesc, parohia greco-catolică din Ucea de Sus (Felsö-Ucsa), în anul 1733 aparținea protopiatului de Ludișor. Numele localității (Felsö-Ucsa) precum și al preoților (Komán, Szávul, și Iuon dela Sztesár), deși românești, erau redate în ortografie maghiară, întrucât rezultatele conscripțiunii erau destinate unei comisii compuse din neromâni și în majoritate din maghiari. Preotul Iuon dela Sztesár era „bigamus”, adică era recăsătorit, după decesul primei soții.
Satul a făcut parte din Regimentul I de Graniță de la Orlat, care a fost un corp de armată în cadrul Graniței Militare din Transilvania (în germană Siebenbürgische Militärgrenze), instituită în anul 1764 de autoritățile imperiale drept cordon sanitar la frontiera sudică a Principatului Transilvaniei.
În cel de-al treilea deceniu de domnie al împărătesei Maria Terezia, Curtea de la Viena a decis înființarea regimentelor grănicerești în Transilvania. Pentru ducerea la îndeplinire a misiunii a fost însărcinat la data de 5 iulie 1761 generalul de cavalerie Adolf Nikolaus von Buccow, al cărui proiect a fost aprobat de împărăteasă în 16 aprilie 1762.
După înființarea Regimentului II de graniță românesc cu sediul la Năsăud din anul 1764, s-a început constituirea Regimentul I grăniceresc român, operațiune ce a durat până în anul 1766 și a fost condusă de generalul Josip Siskovics. Hotărârea de înființare a fost luata în 24 februarie 1765, hotărâre ce a stat la baza întocmirii unor conscripții amănunțite ce prevedea stabilirea numărului de locuitori ce puteau fi încorporați precum și cuantumul despăgubirilor ce trebuiau să fie plătite de către autoritățile militare "proprietarilor" satelor.
Regimentul I grăniceri, era situat la granița sudică a Transilvaniei și ocupa cel mai întins ținut în cadrul graniței militare transilvănene. El se întindea de la Porțile de Fier, peste părți ale comitatului Hunedoara, ale comitatelor Alba de Sus și Alba de Jos, prin scaunele Orăștiei, Sibiului, Miercurea, peste districtele Făgăraș și Brașov. Reședința sa se afla la Orlat, lângă Sibiu, iar drept centru de greutate al acestuia era prevăzut districtul Făgărașului.

## Date statistice
Câteva date statistice din aprilie 2005 despre satul Ucea de Sus. Sursa este Primăria comunei Ucea.
- număr de locuitori 1.300
- familii 400
- medie copil pe familie 2
- surse de venit ale părinților: SC Viromet Victoria, SC Virolite Victoria, SC Carmolimp Ucea de jos (astea sunt firme unde lucrează majoritatea locuitorilor)
- 695 persoane lucrează în agricultura, pentru a obține un venit suplimentar
- 370 persoane fac naveta
- plecați în străinătate 100
- număr șomeri 200
- număr copii școlarizați în sat: 110 ( clasele I- IV), 50 la grădiniță
- număr de cadre didactice 15.
- majoritatea copiilor urmează școala profesională, sau liceul din Brașov, Victoria sau Sibiu. Majoritatea nu se mai întorc în sat după studii.
- condiții de trai: cheltuielile depășesc veniturile 
  - 85% din numărul familiilor au baie. Putini dintre ei au și WC în casă.
  - încălzirea: cu lemne, deoarece este mai ieftin în comparație cu gazul metan și cu gaz metan.
  - venitul părinților: 1.000 lei.
  - banii necesari pentru 1 luna de zile: 1.000 lei